# Joan Nestle
Joan Nestle, född 12 maj 1940 i New York, är en amerikansk författare. Hon har tilldelats Lambda Award och är grundare av Lesbian Herstory Archives 1974, som sen 1992 finns i Brooklyn, Park Slope, som inhyser över 20 000 böcker, 12 000 fotografier och 1 600 tidskrifter.
Som lesbisk författare ser hon sitt arbete med att arbeta med arkivering som en kritisk del av hennes identitet som kvinna, lesbisk och judinna. Nestle var också en del av arbetarklass butch/femme barkulturen i New York under 1950-talet vilket hon också skrivit mycket om i sina essäer.

### Som författare
- A Fragile Union: New and Collected Writings (1998)
- A Restricted Country (1988)

### Som redaktör
- GENDERqUEER: Voices from Beyond the Binary (2002)—co-edited with Clare Howell and Riki Wilchins
- Best Lesbian Erotica 2000 (1999)—co-edited with Tristan Taormino
- The Vintage Book of International Lesbian Fiction (1999)—co-edited with Naomi Holoch
- Women on Women 3: An Anthology of Lesbian Short Fiction (1996)—co-edited with Naomi Holoch
- Sister and Brother: Lesbians and Gay Men Write about Their Lives Together (1994)—co-edited with John Preston
- Women on Women 2: An Anthology of Lesbian Short Fiction (1993)—co-edited with Naomi Holoch
- The Persistent Desire: A Femme-Butch Reader (1992)
- Women on Women 1: An Anthology of Lesbian Short Fiction (1990)—co-edited with Naomi Holoch
- Sinister Wisdom 94/Lesbians and Exile" (2014)-co-edited with Yasmin Tambiah

## Utmärkelser
- 2015 Trailblazer Award from the Golden Crown Literary Society for Lifetime Achievement
- 2000 Lambda Literary Award for Best Lesbian & Gay Anthology—Fiction for The Vintage Book of International Lesbian Fiction
- 1999 Lambda Literary Award for Lesbian Studies for A Fragile Union
- 1997 Lambda Literary Award for Best Lesbian & Gay Anthology—Fiction for Women on Women 3
- 1996 Bill Whitehead Award for Lifetime Achievement
- 1994 Lambda Literary Award for Best Lesbian and Gay Anthology-Nonfiction for Sister and Brother
- 1992 Lambda Literary Award for Best Lesbian Anthology for The Persistent Desire
- 1990 Lambda Literary Award for Best Lesbian Anthology for Women on Women 1
- 1988 American Library Association Gay/Lesbian Book Award for A Restricted Country